# Naduvattam
Naduvattam is een panchayatdorp in het district Nilgiris van de Indiase staat Tamil Nadu. 

## Demografie
Volgens de Indiase volkstelling van 2001 wonen er 11.706 mensen in Naduvattam, waarvan 51% mannelijk en 49% vrouwelijk is. De plaats heeft een alfabetiseringsgraad van 64%. 